# 太安 (前秦)
太安（たいあん）は、五胡十六国時代、前秦の君主苻丕の治世で使用された元号。385年8月 - 386年10月。

## 西暦・干支との対照表
| 建元 | 元年  | 2年   |
| 西暦 | 385年 | 386年 |
| 干支 | 乙酉  | 丙戌  |